# Mikael Uhre
Mikael Uhre, né le 30 septembre 1994 à Ribe au Danemark, est un footballeur international danois qui joue actuellement au poste d'avant-centre au Union de Philadelphie en MLS.

## Biographie

### En club

#### SønderjyskE
Formé par SønderjyskE, Mikael Uhre joue son premier match en professionnel le 28 mars 2013 face au Silkeborg IF, lors d'une rencontre de Superligaen. Il entre en jeu à la place de Nicolaj Madsen et son équipe s'impose par cinq buts à zéro. 

#### Skive IK
Le 15 août 2014 Mikael Uhre est prêté au Skive IK, club de deuxième division danoise. Il rejoint définitivement le club en juillet 2015.

#### Retour SønderjyskE
Le 5 juin 2016 Uhre fait son retour à SønderjyskE, avec qui il signe un contrat de trois ans.

#### Brøndby IF
Le 18 janvier 2018 est annoncé le transfert de Mikael Uhre au Brøndby IF, qu'il rejoint à l'issue de la saison 2017-2018, le 15 juin 2018 pour cinq ans et demi. Il joue son premier match sous ses nouvelles couleurs le 16 juillet 2018, en étant titularisé face au Randers FC lors de la première journée de la saison 2018-2019 de Superligaen. Son équipe s'impose sur le score de deux buts à zéro ce jour-là. Le 29 juillet suivant, lors de la troisième journée, il marque son premier but pour Brøndby face à Hobro IK, donnant la victoire à son équipe en marquant de la tête dans le temps additionnel de la seconde période (1-2).
Lors de la saison 2019-2020, Uhre se fait remarquer en signant son premier triplé pour Brøndby le 9 juillet 2020 contre le FC Nordsjælland, en championnat. Auteur d'une prestation impressionnante ce jour-là, il est impliqué sur la totalité des buts de son équipe en délivrant également une passe décisive pour Simon Tibbling, permettant aux siens de l'emporter largement (4-0 score final),. 
Avec Brøndby il devient champion du Danemark en 2021,. Avec ce sacre, Uhre conclu une saison 2020-2021 très aboutie pour lui, étant l'un des meilleurs éléments de son équipe et terminant meilleur buteur du championnat avec 19 réalisations, devant Patrick Mortensen et Jonas Wind notamment.

#### Union de Philadelphie
Le 27 janvier 2022, le Union de Philadelphie annonce l'acquisition de Mikael Uhre pour un contrat de trois ans, lui décernant également le statut de joueur désigné.
Uhre se fait remarquer le 9 juillet 2022 en réalisant son premier doublé pour le Union de Philadelphie, lors d'une rencontre de MLS face à D.C. United. Titulaire, il participe à la large victoire de son équipe avec ses deux buts (7-0 score final),.

### En sélection
Mikael Uhre honore sa première et seule sélection avec l'équipe du Danemark espoirs le 27 mars 2017, lors d'un match amical perdu contre l'Angleterre (0-4).
En novembre 2021, Mikael Uhre est retenu pour la première fois avec l'équipe nationale du Danemark, par le sélectionneur Kasper Hjulmand.

## Palmarès

### En club
- Brøndby IF
  - Champion du Danemark en 2020-2021